# أوين روبرتسون تشيذام
أوين روبرتسون تشيذام (بالإنجليزية: Owen Robertson Cheatham)‏ هو شخصية أعمال أمريكي، ولد في 9 يوليو 1902، وتوفي في 24 أكتوبر 1970 في Concord, Campbell County, Virginia ‏ في الولايات المتحدة.